# دیوید کلینگر
دیوید کلینگر (انگلیسی: David Clinger؛ زادهٔ ۲۲ نوامبر ۱۹۷۷) دوچرخه‌سوار اهل ایالات متحده آمریکا است.